# Egyptsko-československá obchodní dohoda (1955)

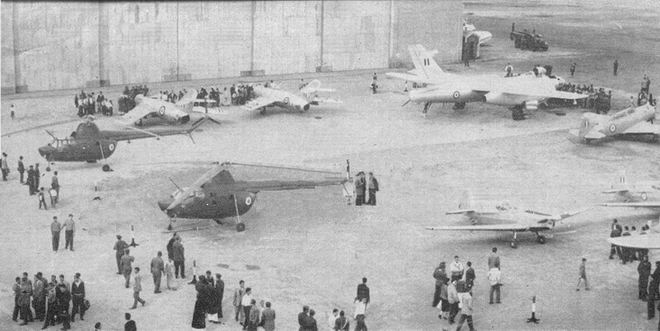
Letouny dodané v rámci dohody Egyptu Československem na přehlídce na letišti Almaza (Heliopolis, Káhira), po směru hodinových ručiček: MiG-17F, MiG-15bis, Il-28, Jak-11, Zlín Z-226 a dvě helikoptéry Mil Mi-1 (asi září 1956)

Egyptsko-československá obchodní dohoda byla smlouva mezi Československem a Egyptem o obchodní výměně včetně dodávek zbraní a zbraňových systémů Egyptu podepsaná 14. září 1955. Smlouvu dojednali představitelé SSSR a Egypta. Československo ve smlouvě figurovalo namísto Sovětského svazu. Dodávkami výzbroje se Sovětský svaz začal naplno angažovat na Blízkém východě a ovlivnil tak budoucí vývoj v regionu.

## Předehra
Po převzetí moci skupinou tzv. Svobodných důstojníků 23. července 1952, svržení egyptského krále Farúka I. a následného prohlášení Egypta republikou začala Rada revolučního vedení upevňovat svou moc mimo jiné i zásahy proti odborům či vůdcům dělnických stávek. Díky tomu SSSR vnímal převrat v Egyptě jako proamerický. Když však Rada začala nepokrytě požadovat stažení britských jednotek ze základen v Egyptě (a USA se postavili na stranu Velké Británie) zaujal SSSR vyčkávací postoj, který přešel v opatrnou podporu. Tak se kromě prohlášení o právu arabských zemí na sebeurčení zaměřovala na stále ostřejší napadání Izraele a sionismu.
Postupem roku 1953 se navíc do stále významnějšího protikladu začaly dostávat americké a britské postoje vůči Egyptu a dalším arabským zemím a to zejména v oblasti vlivu. Toho se rozhodl Sovětský svaz (již po Stalinově smrti) využít a prezentovat se jako země bez velmocenských ambicí. Za snahou postavit proti sobě Východ a Západ stál především Gamál Násir, který se od začátku pokoušel rivality mezi mocnostmi využít. Věřil, že díky své snaze nakoupit sovětské zbraně donutí Spojené státy, aby Egyptu prodaly své zbraně. Sovětský svaz nadále stupňoval svou kritiku Spojených států a Velké Británie, které obviňoval ze snahy zatlačit arabské země do Západem řízených vojenských spolků a tím i pod svůj vliv či obstrukce, kterým bránily Spojené státy a Velká Británie vojenským dodávkám do Egypta. Tato sovětská politika vyústila v egyptsko-sovětskou obchodní dohodu z 18. srpna 1953 a sovětský souhlas s jednáním Československa a dalších socialistických zemí s Egyptem o zbrojních dodávkách. Přestože koncem roku 1953 došlo k odeslání prvních vzorků zbraní z Československa do Egypta k testování, jednání o zbrojních dodávkách uvízla na mrtvém bodě. Důvodem byly mocenské rozepře mezi egyptskými vrcholnými představiteli. Ty nakonec vyústily v uchopení moci plukovníkem Násirem na podzim roku 1954.

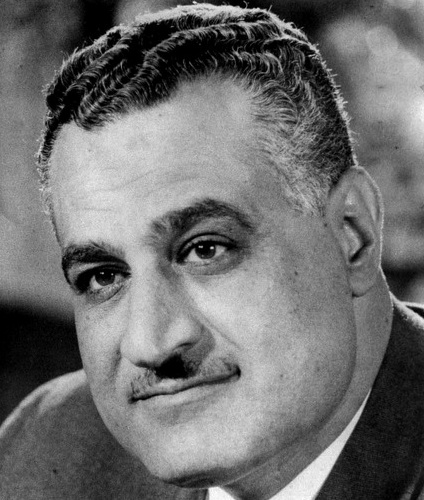
G. A. Násir

Přerušení jednání a následný vnitropolitický boj v Egyptě (navíc podpořený Násirovým pokračujícím vyjednáváním  s USA) vedl Sovětský svaz k opatrnosti ve vztahu k Egyptu. Oproti zdrženlivému postoji G. M. Malenkova, V. M. Molotova či expertům Ministerstva zahraničí SSSR prosazoval Nikita Chruščov názor vyjít egyptským návrhům maximálně vstříc. Ten nakonec zvítězil. Naproti tomu Spojené státy s finančními půjčkami či přímými dodávkami zbraní váhaly. Vadila jim zejména Násirova protiizraelská rétorika, přímá podpora proti Izraeli bojujícím palestinským fidájínům a z toho vyplývající obava, že americké zbraně budou použity právě proti Izraeli.
Již začátkem září 1954 SSSR prostřednictvím svého velvyslance naznačil Egyptu, že je ochoten jednat o prodeji zbraní, včetně těch těžkých. Po první sondáži, kterou se obnovilo jednání o zbrojních dodávkách do Egypta byla 14. února 1955 podepsána egyptsko-československá obchodní dohoda, která explicitně počítala i s vojenskými dodávkami. Československo bylo zvoleno proto, že se Sovětský svaz nechtěl dostat do konfrontace se Západem.
Smlouva byla podepsána v Káhiře. Za československou stranu ji podepsal dr. Otakar Teufer, generální ředitel ministerstva zahraničního obchodu, za egyptskou generál Hasan Ragab a Samí Abú al-Futuh, státní podtajemník egyptského ministerstva zahraničí. Následně byla v dubnu téhož roku podepsána dohoda o první dodávce. Jednalo se o 50 ks modernizovaných německých tanků PzKpfw IV. montovaných v Československu na vývoz. Jednalo se o tzv. barterový obchod, při němž za dodaný materiál Egypt platil dodávkami zboží, v tomto případě bavlnou, fosfátem a dalšími komoditami. Podle jiných tvrzení se ale smlouva týkala 200 ks pistolí ráže 7.62 a nábojů do nich. Větší zbrojní dodávky v té době nebyly možné, neboť Egypt byl v té době řazen mezi kapitalistické státy a větší zbrojní dodávky těchto zemí byly zakázané.
Přes tyto dodávky ještě Násir učinil několik pokusů o dojednání zbrojních dodávek z USA či Velké Británie, ale po obstrukcích ze strany těchto zemí se v červenci plně zaměřil na dodávky z Československa.

## Podpis smlouvy
Dne 12. září 1955 byla v Praze podepsána dohoda o dodávkách leteckého, tankového a dělostřeleckého materiálu. Za egyptskou stranu dohodu podepsal vedoucí egyptské delegace Muhammad Háfiz Ismáíl, za československou stranu ministr zahraničního obchodu Richard Dvořák. V rozsahu dodávek a vzhledem k termínům nebyla československá strana svůj závazek schopna plnit v plném rozsahu a proto část dodávek poskytl Sovětský svaz formou odprodeje Československu. Dohodu o odprodeji mezi Československem a Sovětským svazem podepsali 16. září 1955 Richard Dvořák a sovětský zplnomocněnec G. S. Sidorovič.
Veškeré dodávky byly odesílány do Sovětského svazu, do přístavů v Černém moři, odkud byly lodní dopravou transportovány do Egypta.

## Platby
Celková hodnota dodávek byla stanovena na 25 000 000 britských liber při (pro Egypťany výhodném) 2% úroku (americké odhady dodávek činily nejméně 140 000 000 dolarů). Valutami Egypťané zaplatili 25% celkové částky, zbytek byl splácen zbožím (bavlnou, rýží, fosfáty, tropickým ovocem, přízí z umělého hedvábí, lnem atd.). Tímto zbožím ale Československo muselo splácet úvěr za sovětský odprodej vojenského materiálu. Egyptské splátky Československu byly rozloženy do roku 1958.

## Termíny a objemy dodávek
Dodávky byly rozloženy do 5 etap:
- do 5. října 1955: 

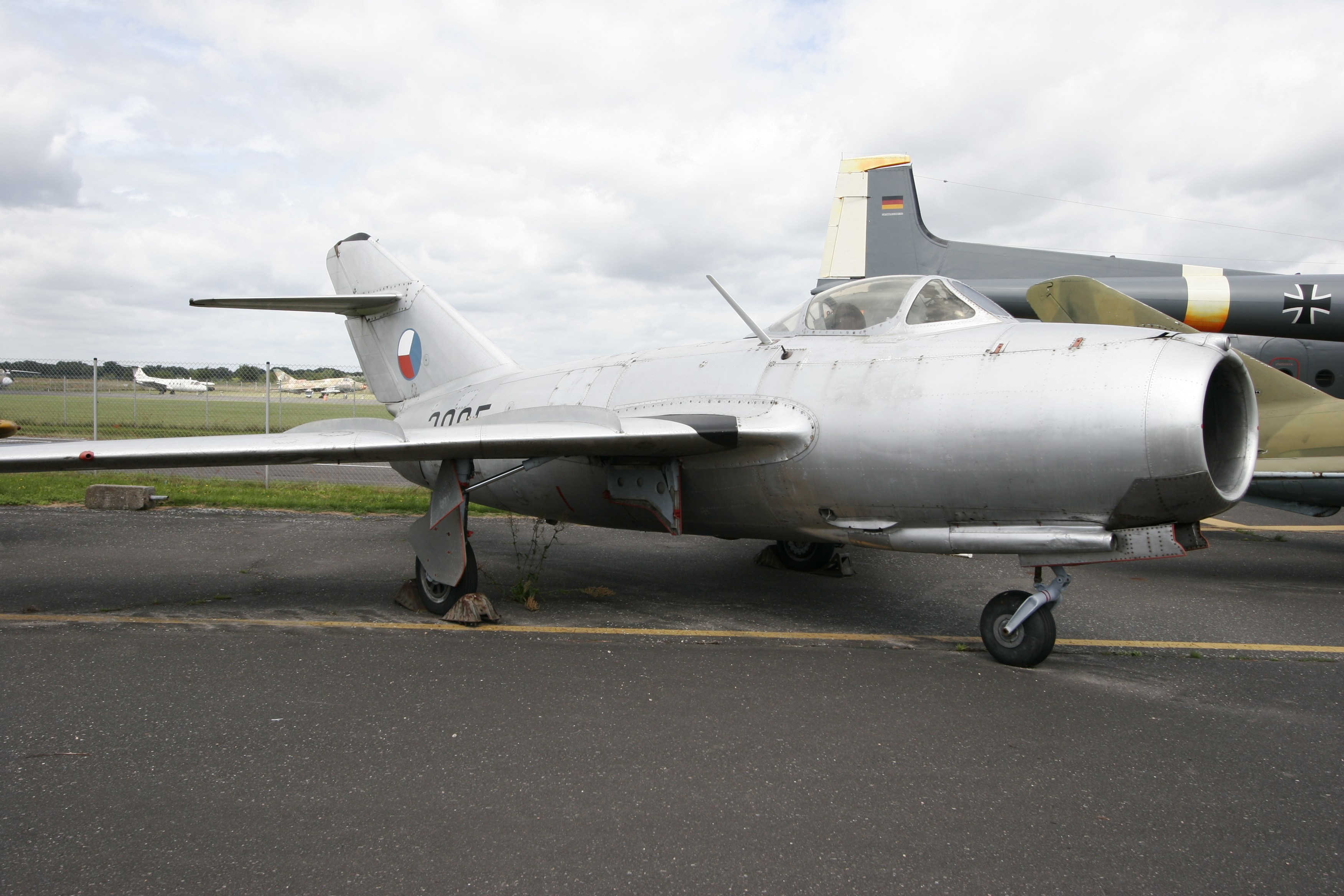
MiG-15bis

  - 20 ks stíhaček MiG-15bis + cvičná letadla a padáky

- do 10. listopadu 1955: 
  - 100 ks tanků T-34/85

- do 25. prosince 1955: 
  - 60 ks stíhaček MiG-15 bis
  - 100 ks tanků T-34/85 + nezbytné doplňky

- do 15. ledna 1956: 

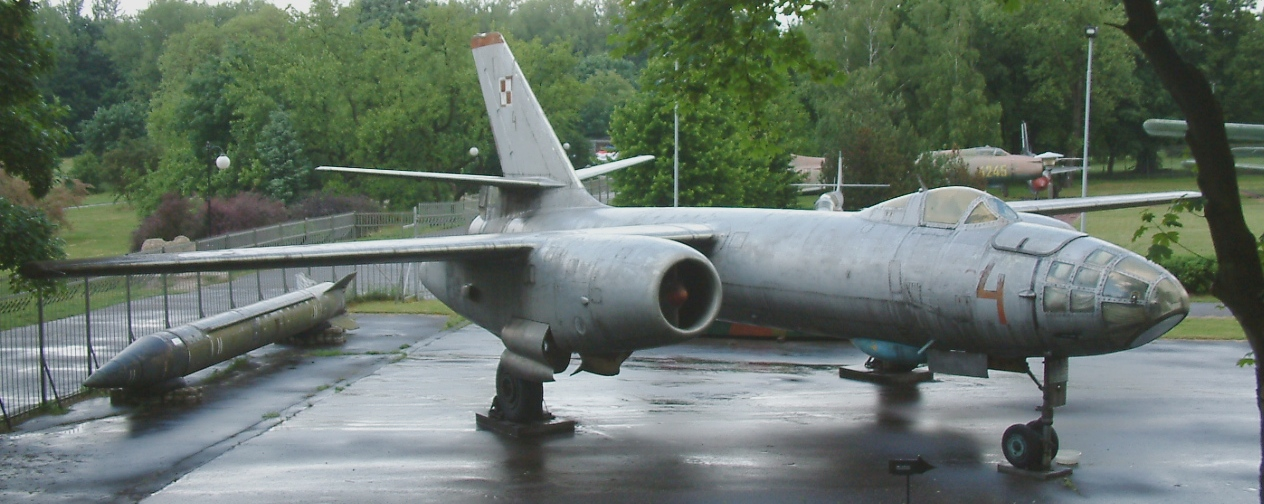
Bombardér Il-28

  - 45 ks lehkých proudových bombardérů Il-28
  - 40 ks obrněných vozidel BTR-152
  - 12 ks torpédových člunů P-6

- do 5. února 1956: 
  - 50 ks kanónů ráže 122 mm vz. 31/37
  - 80 ks houfnic ráže 122 mm vz. 38
  - 50 ks stíhačů tanků SU-100
  - 29 ks raketometů na automobilních podvozcích
  - 50 ks protitankových děl 37 mm a 85 mm
  - 4 ks minolovek

V dodávkách byly zahrnuty i radarové stanice, munice či 20 ks dopravních letadel Il-14. Od 5. února 1956 byl dodáván další dělostřelecký materiál. Kromě toho bylo v dodávkách též zahrnuto:
- 60 těžkých tanků IS-3
- 75 ks samohybných děl SD-100
- 650 ks tarasnic T-21

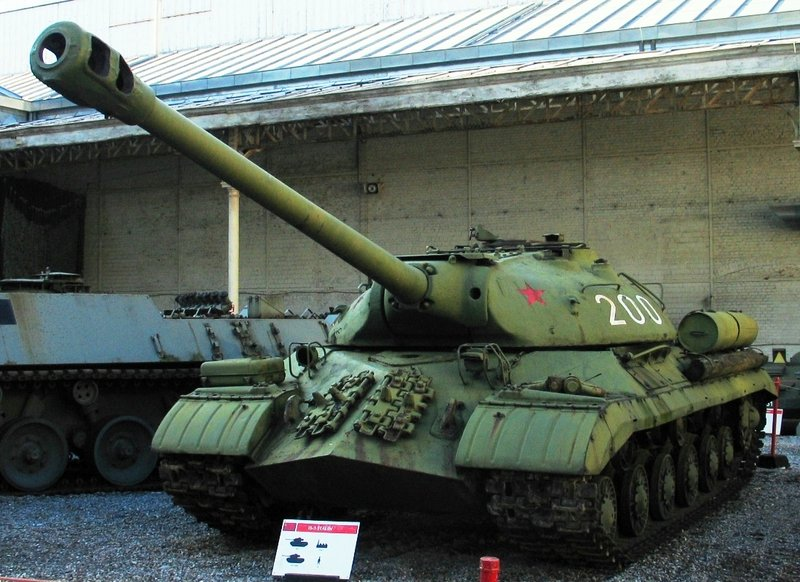
Těžký tank IS-3

- 10 000 ks pušek ráže 7,62 mm vz. 52
- 320 ks kulometů ráže 7,62 mm vz. 52
- 58 ks protiletadlových kanónů ráže 85 mm
- 235 ks nákladních automobilů Škoda 706
- 500 ks nákladních automobilů ZIL-151
- 500 ks terénních vozidel GAZ-63
- neznámý počet nákladních vozidel Tatra 111

V závěrečné etapě v roce 1957 se československá strana zavázala zajistit opravny. Egyptský požadavek, aby do dodávek byly zahrnuty i tanky T-54 a stíhací letouny MiG-19 Sovětský svaz odmítl. V první fázi Sovětský svaz odmítl i požadavek Káhiry i na dodávku těžkých tanků IS-3, později byly ale dodány. Mezi egyptskými požadavky se nacházely i zařízení a materiál pro jaderné laboratoře.
16. listopadu projednal ÚV KSSS telegram, ve kterém Egypt požadoval navýšení dodávek. Odmítl sice požadavek na další ponorky, ale souhlasil s navýšením počtu MiG-15.

## Výcvik
V rámci vojenských dodávek se Československo (i SSSR) zavázalo poskytnout odpovídající zaškolení a výcvik příslušníků egyptské armády. Do Egypta odjelo z československé strany 129 odborníků a v Československu bylo uspořádáno 43 kurzů pro 130 příslušníků egyptské armády. Ze SSSR bylo vysláno do Egypta 130 odborníků.

## Plnění
První dodávka zbraní dorazila do egyptského přístavu v Alexandrii v noci z 20. na 21. října 1955 na sovětské lodi Krasnodar. Koncem října vyplula do Egypta nákladní loď Stalingrad, na jejíž palubě se nacházely stíhací letouny MiG-15.

## Zveřejnění smlouvy

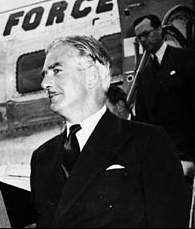
Anthony Eden (1954)

Poprvé Násir existenci smlouvy veřejně přiznal 27. září 1955 (ten den dorazila do Egypta první dodávka zbraní, jednalo se ale o plnění smlouvy z jara 1955). Prohlásil, že Egypt uzavřel s Československem smlouvu o dodávkách zbraní, neboť západní velmoci skončily u planých slibů a kladení podmínek. 1. října vydala sovětská tisková agentura TASS prohlášení, ve kterém se výslovně pravilo, že zbraně do Egypta dodává Československo a SSSR není jednou ze stran této dohody. Toto stanovisko zopakoval náměstek sovětského ministra zahraničí v odpovědi izraelskému velvyslanci, když řekl, že Sovětský svaz nedodává zbraně Egyptu, ani žádné další zemi na Blízkém východě a smlouva je výsledkem spolupráce dvou suverénních zemí [Československa a Egypta].

## Mezinárodní reakce
V Izraeli zavládlo zděšení, neboť se vesměs předpokládalo, že se Egypt připravuje na agresi proti Izraeli. Oproti tomu odborníci upozorňovali na to, že dodávky do Egypta nedospěly a egyptské armádě potrvá až dva roky, než zvládne nové zbraně. Podle střízlivějších odhadů nebyl ale Násirův cíl rozpoutání války proti Izraeli (alespoň ne v blízké budoucnosti), ale vytvoření protiváhy proti v únoru 1955 vytvořenému tzv. Bagdádskému paktu tvořenému Tureckem, Irákem, Íránem, Pákistánem a Velkou Británií, který Násir vnímal nejen jako hrozbu pro Egypt, ale i jako snahu rozbít jednotu arabských zemí.
Premiér Velké Británie Anthony Eden řekl, že sovětské dodávky zbraní zničí rovnováhu na Blízkém východě a že by bylo směšné tuto smlouvu považovat za běžnou obchodní dohodu.
Přímým důsledkem uzavřené smlouvy a následných vojenských dodávek bylo odmítnutí půjčky Egyptu Světovou bankou na výstavbu Asuánské přehrady a následný Násirův odvetný krok, znárodnění Suezského průplavu.